# Никола Калинич
Никола Калинич (на хърватски: Nikola Kalinić) е бивш хърватски футболист, нападател.

## Кариера

### Хайдук Сплит
Калинич е роден в Солин, а кариерата си започва в Хайдук Сплит. Прави дебюта си в Първа лига през сезон 2005/06 17-годишна възраст. На 1 август 2006 г. е даден под наем на Пула Старо Чешко (сега Истра 1961).
При краткия си престой в Пула, треньорът Крунослав Юрчич е до толкова впечатлен от него, че казва, че може да се превърне в следващия Златан Ибрахимович. Въпреки намеренията си да остане в Пула, Калинич се завръща в Хайдук и веднага е изпратен под наем в Шибеник. Калинич се завръща в Хайдук и веднага се превръща в титуляр. През първия си цял сезон за отбора вкарва 17 гола. Сезон 2007/08 Хайдук завършва на пето място и достига до финал за купата на страната. Калинич приключва сезона с 26 гола във всички турнири.
Калинич започна добре следващия сезон, като вкарва втория гол при 4:0 като гост срещу малтийския Биркиркара, като по този начин Хайдук се класира за следващия кръг от квалификациите за Купата на УЕФА 2008/09.
Калинич отива на проби за една седмица в клуба от английската Висша лига Портсмут в края на юли 2009 г., след което двата отбора се разбират за цената му – £6 млн. Трансферът обаче пропада. На 31 юли 2009 г., името на Калинич се свързва с друг клуб от Висшата лига, Блекбърн. По-късно същия ден, агента на играча потвърждава, че е бил при Блекбърн за преговори.
На 1 август 2009 г., президента на Хайдук Мате Перош потвърждава, че офертата на Блекбърн е приета от клуба.

### Блекбърн Роувърс
На 3 август 2009 г., Калинич подписва с Блекбърн за четири години. Смята се, че сумата по неговия трансфер е около £6 млн. Една седмица по-късно, Калинич получава разрешително за работа на острова и официално подписва с клуба. Той получава фланеклата с номер 22 за сезон 2009/10, като прави дебюта си срещу Съндърланд девет дни по-късно. На 27 октомври, Калинич вкарва първия си гол за Блекбърн срещу Питърбъро Юнайтед в турнира за Купата на лигата.
Вкара първия си гол във Висшата лига срещу Уигън с глава от ъглов удар след центриране на Мортен Гамст Педерсен в 76-ата минута при победата с 2:1. Калинич започва сезон 2010/11 с отбелязване на единствения гол за Блекбърн над Евертън на Иууд Парк на 14 август.
На 26 февруари 2011 г., Калинич влиза като резерва през второто полувреме на мястото на Роке Санта Крус срещу Астън Вила на Вила Парк, отбелязвайки в 81-вата минута при едно поражението с 1:4. След като Сам Алърдайс е уволнен, Калинич почти не получава шансове за игра от новия треньор Стив Кийн.

### Днипро Днипропетровск
На 11 август 2011 г., Калинич подписва с Днипро Днипропетровск. Той прави своя дебют за клуба на 13 август 2011 г. като влиза в игра в мач от местното първенство срещу шампиона Шахтьор Донецк. Калинич вкарва десет гола във всички турнири и в двата си сезона за клуба.
На 27 май 2015 г., Калинич открива резултата с глава във финала на Лига Европа срещу Севиля във Варшава, въпреки че отборът му в крайна сметка губи с 2:3.

### Фиорентина
На 15 август 2015 г. Калинич подписва четири-годишен договор с италианския клуб Фиорентина. Той прави дебют в първия мач за сезона, играейки пълни 90 минути при победата с 2:0 у дома над Милан. Вкарва първия си гол за Фиорентина на 17 септември в мача от Лига Европа срещу Базел.
На 27 септември, Калинич вкарва хеттрик срещу водача в Серия А Интер Милано, и извежда Фиорентина на първото място за първи път от началото на сезон 1998/99. На 24 ноември, той вкарва два гола срещу Емполи при ремито 2:2 у дома на Стадио Артемио Франки.